# Renate Rudolph
Renate Rudolph (n. 24 noiembrie 1949, Leipzig, RDG) este o handbalistă ce a reprezentat Germania, medaliată olimpică. A participat la 1 ediție a Jocurilor Olimpice (1980) în care a câștigat 1 medalie de bronz.

## Participări
Lista de mai jos prezintă principalele competiții la care a participat Renate Rudolph de-a lungul carierei.
- handball at the 1980 Summer Olympics – women's tournament[*]